# A Bit of Fry and Laurie
A Bit of Fry and Laurie är en brittisk TV-serie från BBC, sänd mellan 1989 och 1995. Serien innehöll satir och byggde mycket på ordlekar. Medverkande och manusförfattare var Hugh Laurie och Stephen Fry. Serien har nått nya popularitetshöjder sedan Lauries roll i TV-serien House.
En tung betoning på det engelska språket, uppvisning av Lauries musikaliska talanger samt sketcher utan något tydligt och klart slut var det som mest särpräglade serien. Totalt fyra säsonger producerades.
I Sverige kunde man se seriens första tre säsonger på betalkanalen TV 1000 1995, och den har senare visats på BBC Entertainment som distribueras till svenska tv-operatörer.